# Músculos suprahioideos
Los músculos suprahioideos se localizan superiores al hueso hioides y lo conectan con el cráneo. Como grupo, estos músculos constituyen la masa muscular del suelo de la boca y sostienen el hueso hioides, con lo que proporcionan una base para las funciones de la lengua.
Las funciones principales de este grupo muscular son el descenso de la mandíbula durante los procesos masticatorios y fonéticos, así como la fijación del hueso hioídes para facilitar la acción de los músculos infrahioideos en los procesos de deglución.
Los músculos que componen este grupo son los siguientes:
- Porción anterior del músculo digástrico
- Porción posterior del músculo digástrico
- Músculo estilohioideo
- Músculo geniohioideo
- Músculo milohioideo
- Músculo hiogloso
- Datos: Q2254233
- Multimedia: Suprahyoid muscles / Q2254233